# Da'el
Da'el (ar. داعل), ili Da'il, je grad u južnoj Siriji, na staroj cesti između gradova Daraa i Damaska, oko 14 km sjeverno od grada Daraa. Administrativno pripada okrugu Daraa u istoimenoj pokrajini i središte je nahije Da'el, koja uz ovaj grad uključuje i grad Abtaa, neposredno sjeverno.

## Vanjske poveznice
- https://web.archive.org/web/20120122030943/http://www.da3el4dev.sy/
- khabab.net
- Map of town, Google Maps
- Cheik Meskin-map; 21L